# Kortgene

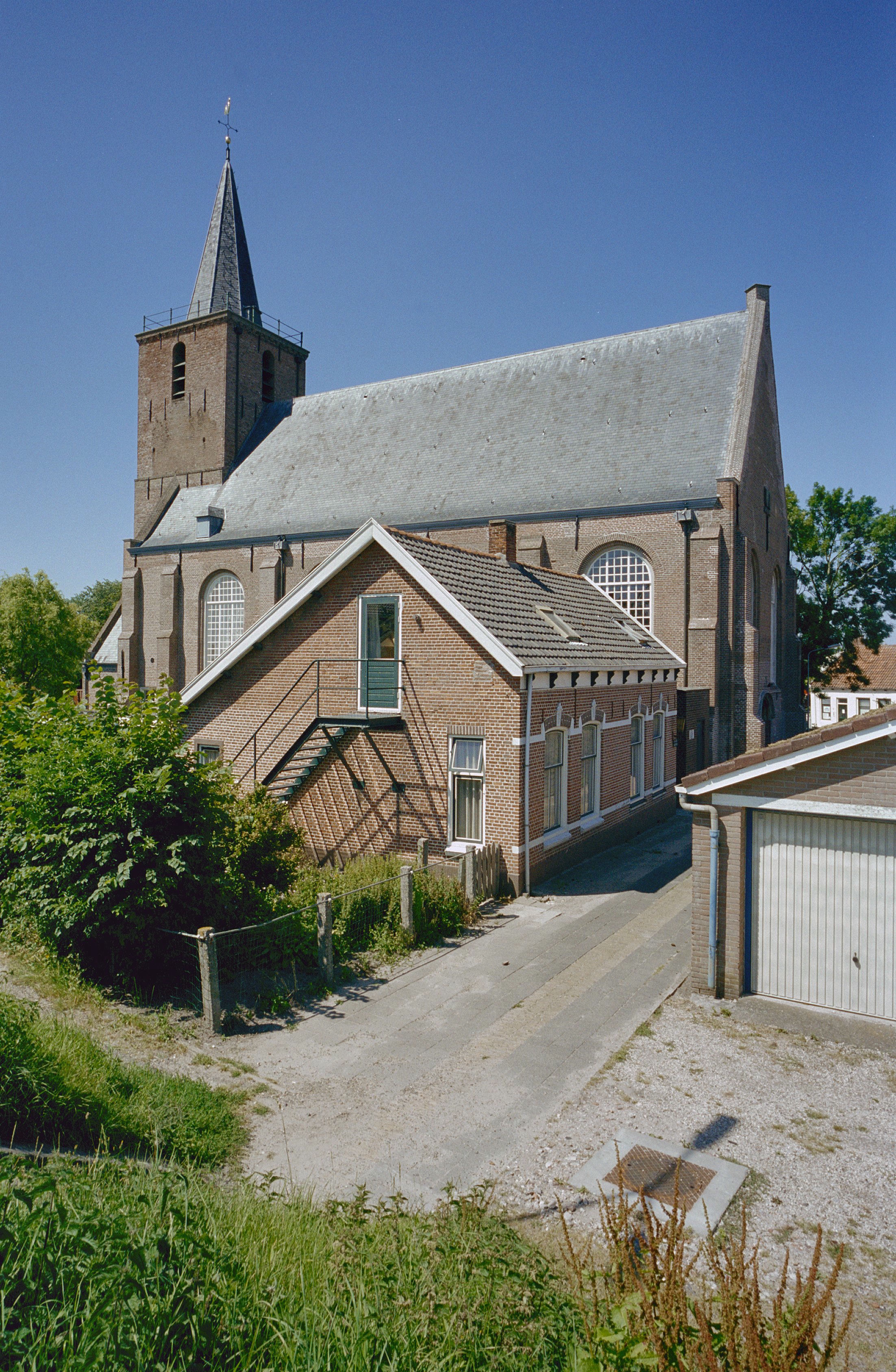
De dorspkerk van Kortgene

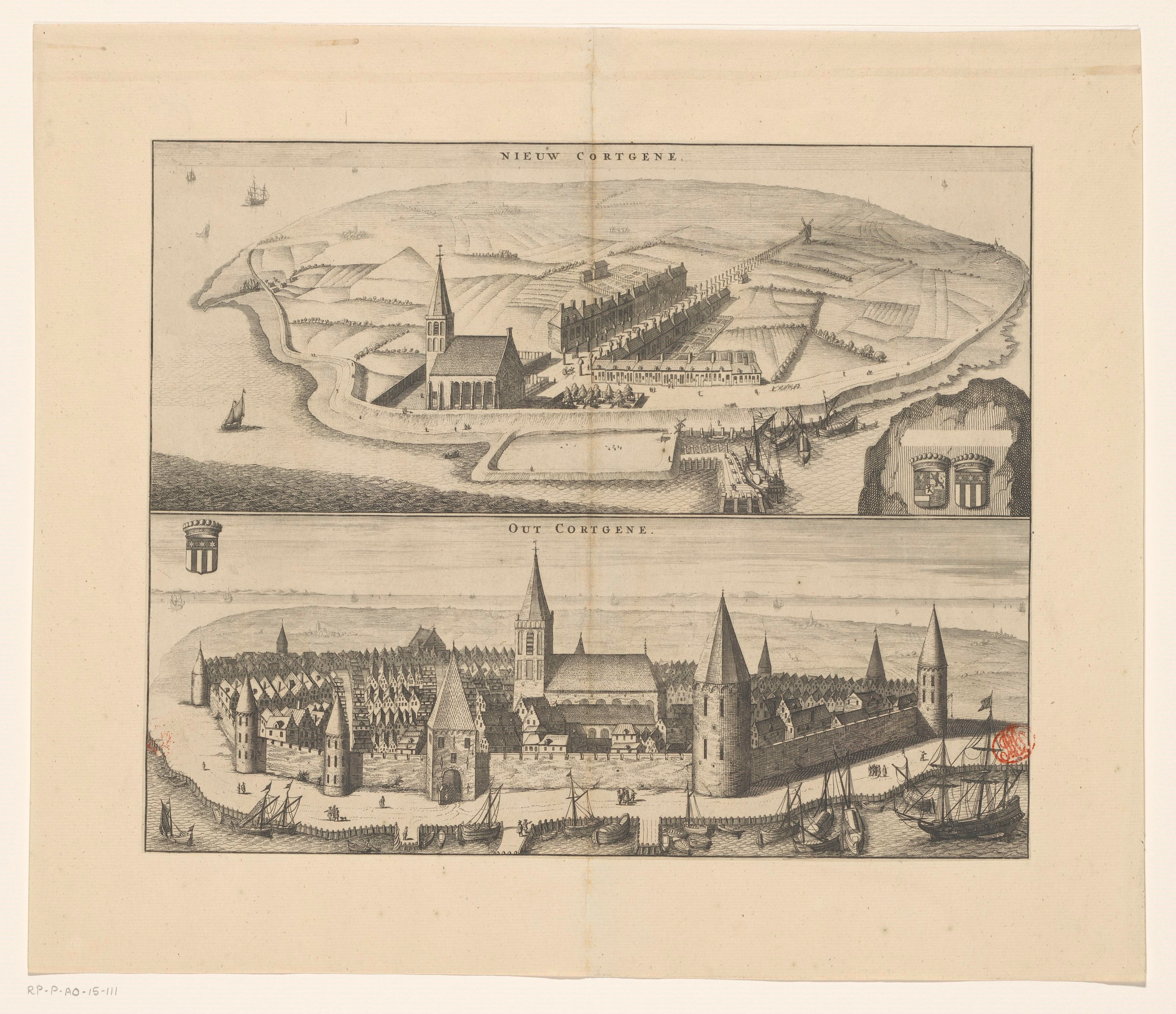
Oud Kortgene en Nieuw Kortgene

Kortgene (Zeeuws: Kortjeen) is een stad en voormalige gemeente op Noord-Beveland, in de Nederlandse provincie Zeeland. Het aantal inwoners bedraagt 2.035 (1 januari 2023).

## Geschiedenis
Kortgene wordt voor het eerst als parochie vermeld in 1247. De kerk gewijd aan de H. Maagd behoorde aan het kapittel van Sint Pieter te Utrecht. Philips van Borssele gaf de plaats in 1413 stadsrechten en liet zowel een stadsmuur als een kasteel en een nieuwe kerk bouwen, maar bij de brand van 1423 gingen dorp en kerk geheel ten onder. De Kortgenaars bouwden de plaats weer op en in 1431 kwam de vermelding “die stede van Cortkene” voor het eerst op papier.
Vanaf 1418 was Kortgene een hoge heerlijkheid.
Op 5 november 1530 werd heel Noord-Beveland tijdens de Sint-Felixvloed overstroomd, en in 1532 gebeurde dat nogmaals. Vrijwel alle bebouwing werd weggevaagd; alleen de kerktorens van Kortgene en Wissenkerke bleven behouden. Ook het kasteel Kortgene werd verwoest.
Met het opnieuw inpolderen van Noord-Beveland werd in 1598 begonnen. In 1684 werd ook het gebied bij Kortgene weer ingepolderd. De oude kerktoren bleek de 150 jaar in het water te hebben overleefd, en kon weer in gebruik worden genomen. Er werd een nieuw schip aangebouwd.
Nadat Kortgene was herbouwd kreeg de plaats opnieuw stadsrechten, als enige plaats op Noord-Beveland. Kortgene had geen zitting in de Staten van Zeeland, reden waarom het een smalstad werd genoemd. De plaats ontwikkelde zich nooit meer tot stadse proporties en bouwde evenmin een stadsmuur.
Rond 1930 begon een discussie over gemeentelijke herindeling. In 1941 werden Colijnsplaat, Kats en Kortgene samengevoegd tot de gemeente Kortgene. Deze ging in 1995 op in de gemeente Noord-Beveland.

## Gebouwen
- Nicolaaskerk
- In de kerktoren hangt de klok 'Suzanne' die in 1674 van het Franse eiland Noirmoutier was geroofd. Deze werd tijdens de Tweede Wereldoorlog door de Duitse bezetters geroofd, maar na de Bevrijding keerde de klok, als enige van de Noord-Bevelandse klokken, terug.
- In 1873 werd een korenmolen gebouwd, "De Korenbloem". Deze molen is in 2010/2011 na uitgebreide restauratie heropend.
- Van 1950 tot 1997 stond aan de haven van Kortgene een betonnen graansilo met een hoogte van 35 meter.

## Recreatie
Kortgene heeft verschillende activiteiten die door het jaar worden gehouden, voornamelijk in de zomer: het Ringrijden, wakeboarden, de kermis etc. Verder heeft Kortgene een haven, genaamd Delta-Marina. Het is de eerste haven op Noord-Beveland gezien van de Zandkreeksluis. Verder heb je camping en villapark de Paardekreek.

## Geboren in Kortgene
- Nel Karelse (25 januari 1926), atlete